# خالد عمبر
خالد عمبر (مواليد 23 أبريل 1994، لاعب كرة قدم إماراتي يجيد اللعب في الوسط.

## مسيرة اللاعب
لعب مع نادي الإمارات ونادي العروبة.

## روابط خارجية
- خالد عمبر على موقع Soccerway.com (الإنجليزية)